# John Warner
John William Warner (18. února 1927, Washington, D.C., USA – 25. května 2021, Alexandria, Virginie) byl americký právník a republikánský politik. Je znám též jako šestý manžel herečky Elizabeth Taylorové.

## Kariéra
Vystudoval kolej Washingtonovy a Leeovy univerzity v Lexingtonu a práva na Právnické škole Virginské univerzity a na Univerzitě George Washingtona ve Washingtonu (absolvoval 1953). Jako voják v silách amerického námořnictva se účastnil bojů na konci druhé světové války a v korejské válce. Po dokončení studií pracoval jako právník. Podporoval Richarda Nixona v prezidentských volbách v roce 1968 a stal se členem jeho administrativy a administrativy jeho nástupce Geralda Forda, byl mj. ministrem námořnictva (1972–1974). 
Po Fordově porážce se sám pustil do politiky, v republikánských primárkách ve státě Virginie ale prohrál s konzervativním antikomunistou Richardem D. Obenshainem. Ten ale o dva měsíce později zemřel a Warner byl v roce 1978 byl rozdílem pouhých 0,4 procenta a pěti tisíc hlasů zvolen senátorem. Mandát obhájil v letech 1984, 1990, 1996 a 2002, v roce 2008 pak už o znovuzvolení neusiloval. Předsedal senátnímu výboru pro obranu (1999–2001 a 2003–2007). Patřil mezi umírněnější republikánské senátory, zejména ve srovnání s ostatními spolustraníky zvolenými v jižních státech USA, a tak hlasoval např. pro některé zákony na omezení držení střelných zbraní, proti Reaganově nominaci Roberta Borka do Nejvyššího soudu atd. Byl ale např. proti sňatkům homosexuálů, byť v roce 2007 prohlásil, že nesouhlasí s názorem, že homosexualita je nemorální. Za vlády Billa Clintona byl jedním z možných kandidátů na post ministra obrany v jeho administrativě.
 Za vlády George W. Bushe kritizoval, že USA zavedením zvláštního statusu nezákonných bojovníků, na které se podle nich nevztahují Ženevské konvence, ohrožují do budoucna vlastní vojáky nebo příslušníky tajných služeb, pokud padnou do rukou nepřítele. Podíl na tom měly jeho vlastní zkušenosti veterána. Spolu s Johnem McCainem a Lindsey Grahamem vyjednal kompromisní znění souvisejícího zákona o vyšetřování bojovníků zajatých ve válce proti terorismu, aby byly dodržovány klíčové zásady spravedlivého procesu a zákon nemohl být vnímán jako popírání Ženevských konvencí. Prosazoval také stahování amerických vojáků z Iráku a byl mj. předkladatelem rezoluce, která měla zabránit v roce 2007 poslání dalších 21 tisíc vojáků do Iráku.
V roce 2008 navrhl společně s nezávislým senátorem Josephem Liebermanem zákon, podle kterého měly USA do roku 2012 snížit emise skleníkových plynů na úroveň roku 2005.

## Soukromý život

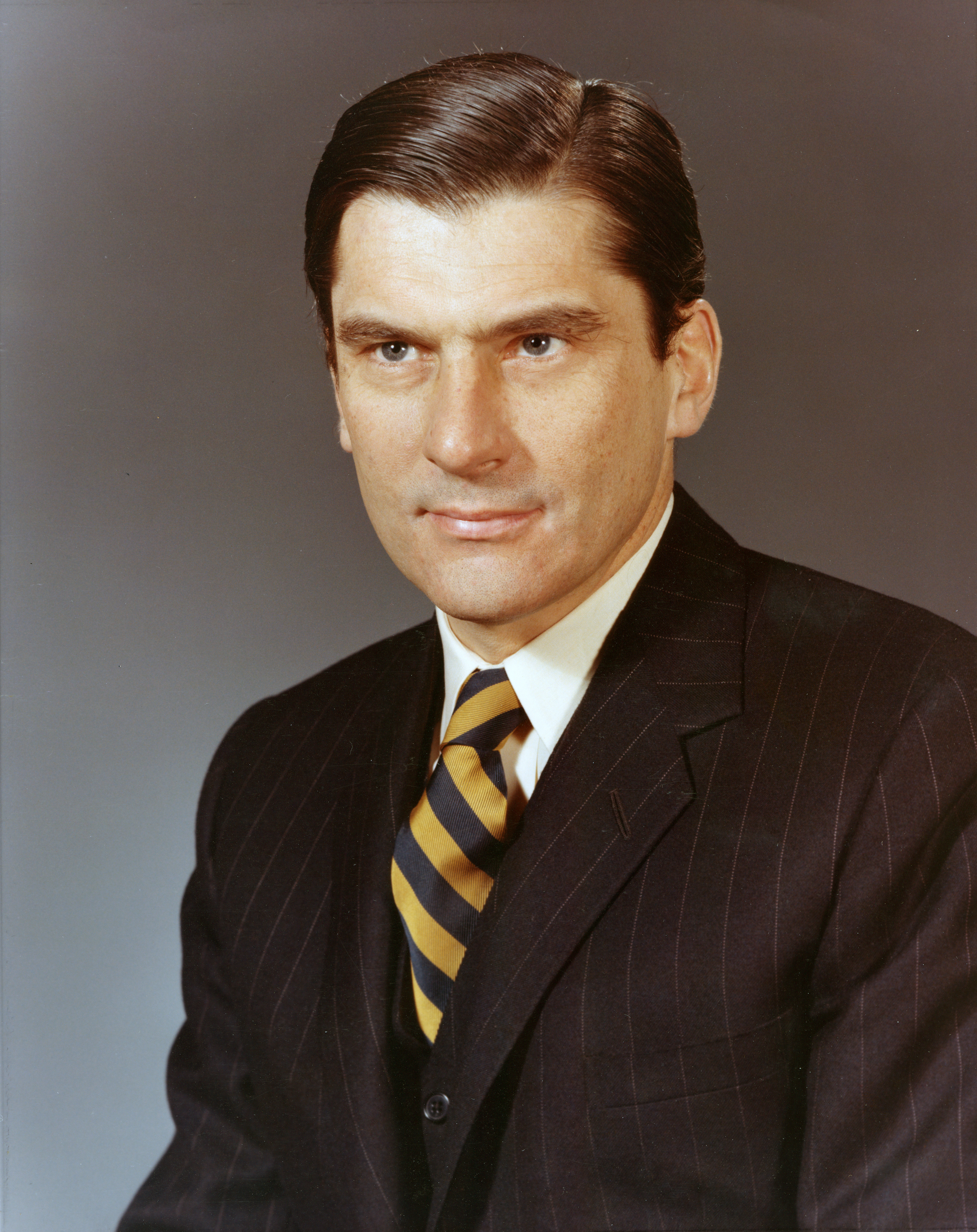
John Warner v době, kdy byl ministr námořnictva

V roce 1957 se oženil s dcerou bankéře a sběratele umění Paula Mellona Catherine Conoverovou Mellonovou, čímž získal značný kapitál. Měli spolu tři děti, Virginii, Johna Jr. a Mary, rozvedli se v roce 1973. Od svatby 4. prosince 1976 do rozvodu 7. listopadu 1982 byla jeho druhou manželkou Elizabeth Taylorová. V prosinci 2003 si Warner vzal realitní makléřku Jeanne Vander Mydeovou.